# Hartenjagen

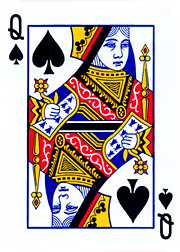
De kaart met (meestal) de hoogste waarde bij het hartenjagen.

Hartenjagen is een kaartspel, dat met speelkaarten of op de computer gespeeld kan worden. Het is een spel voor meestal vier personen, maar er bestaan ook versies voor meer of minder spelers.
In Nederland zijn vooral Amerikaans hartenjagen en Nederlands hartenjagen bekend. Amerikaans hartenjagen, ook wel Black Lady genoemd, is vooral bekend van het computerspel dat gratis meegeleverd wordt bij Windows, sinds versie 3.1 van 1992.

## Amerikaans hartenjagen

### Begin
Amerikaans hartenjagen (Black Lady) is een spel voor vier spelers waarin gebruik wordt gemaakt van het gehele kaartspel (52 kaarten), zonder de jokers. De rangvolgorde (van hoog naar laag) van de kaarten is: aas, heer, vrouw, boer, 10, 9, 8, 7, 6, 5, 4, 3, 2.
In het begin worden de kaarten gelijk verdeeld onder de vier spelers. Vervolgens kiezen alle spelers drie kaarten uit en geven die door aan een andere speler.
- In de eerste ronde wordt doorgegeven aan de speler links.
- In de tweede ronde wordt doorgegeven aan de speler rechts.
- In de derde ronde wordt doorgegeven aan de speler tegenover
- In de vierde ronde worden geen kaarten doorgegeven.
- Vanaf ronde vijf begint de cyclus weer opnieuw met doorgeven naar links.

### Speelwijze
De bedoeling is om te voorkomen dat men strafpunten krijgt toegespeeld. De strafpunten bij hartenjagen zijn alle harten (elk één strafpunt) en de schoppenvrouw (dertien strafpunten).
De speler die na het uitdelen en doorgeven van de kaarten klaveren twee heeft moet voor de eerste slag uitkomen. Met de klok mee moeten de overige spelers een kaart bijleggen. Men moet kleur bekennen.
Als alle slagen gespeeld  zijn is er een ronde gespeeld en tellen alle spelers hun strafpunten op.
In totaal zijn er per ronde 26 strafpunten te verdelen. Echter, als een speler erin slaagt alle 26 punten te verzamelen (in het Engels “Shooting the Moon” genoemd, in het Nederlands “een doorslag halen”, "een pit halen" of "kapot spelen") krijgen zijn drie tegenstanders 26 strafpunten en hij of zij zelf niets.

### Gentleman’s rules
Amerikaans hartenjagen kent een aantal zogenaamde "Gentleman's rules". Deze regels worden niet altijd toegepast in hartenjagen. De Gentleman's rules zijn:
1. Bij de eerste slag (waarin de speler met klaveren twee begint) mogen nog geen strafkaarten worden gespeeld, tenzij een speler echt niets anders heeft (een uiterst zeldzame situatie). Windows hartenjagen hanteert deze regel ook.
2. Een speler mag geen harten voorspelen voordat een andere speler bij een eerdere slag een harten heeft bijgelegd of de speler die voorspeelt echt niets anders heeft. Windows hartenjagen hanteert deze regel ook.
3. De speler die schoppenvrouw heeft, moet deze kaart bij de eerste de beste gelegenheid waarbij hij de kaart zelf niet krijgt, spelen, bijvoorbeeld als een andere speler schoppen aas of schoppen heer opgooit, of er een kleur gevraagd wordt die de speler met schoppenvrouw niet (meer) heeft.
4. In sommige gevallen wordt vooraf afgesproken dat klaverentwee en schoppenvrouw niet mogen worden doorgegeven aan het begin van een ronde.

### Einde van het spel
Vooraf spreken de spelers een maximaal aantal strafpunten af dat een speler mag hebben. In Windows is dit 100 punten. Op het moment dat een speler op dit aantal komt of eroverheen gaat, is het spel afgelopen. De speler die op dat moment de minste punten heeft wint.
Toppers:
- Het minste punten halen, maar twee spelers boven de 100 punten steken (double game).
- Het minste punten halen, maar drie spelers boven de 100 steken (triple game).
- Een speler boven de 100 steken, maar zelf 0 punten halen (nil game).
- Twee spelers boven de 100, maar zelf 0 (double nil game).
- Drie spelers boven de 100, maar zelf 0 (triple nil game).

De absolute topper: Triple nil game in vier handen. Dit is alleen mogelijk als vanaf het begin viermaal op rij alle punten behaald worden.

## Nederlands hartenjagen

### Begin
Nederlands hartenjagen maakt alleen gebruik van de 32 piketkaarten. Van elke kleur doen dan alleen de 7, 8, 9, 10, Boer, Vrouw, Heer en Aas mee, hoewel er ook een versie is waarbij alle 52 kaarten worden gebruikt (13 per speler). De kaarten worden verdeeld onder vier spelers. Er worden geen kaarten doorgegeven.
Er kan ook met vijf spelers Nederlands hartenjagen worden gespeeld. Men gebruikt alle piketkaarten plus de schoppen-, ruiten- en klaverzes. Hierbij houdt men hetzelfde aantal strafpunten en elke speler heeft 7 kaarten in plaats van de gebruikelijke 8.
Met drie spelers;
- variant 1: de ruiten 7 en 8 worden uit het spel gehaald en iedere speler krijgt 10 kaarten.
- variant 2: iedere speler krijgt 10 kaarten, de overgebleven 2 kaarten worden gesloten op tafel gelegd en bij de 1e en 2e slag open aan de kaarten op tafel toegevoegd.

### Speelwijze
Bij Nederlands hartenjagen zijn alle 8 hartenkaarten 1 strafpunt. Verder is de schoppenvrouw 5 strafpunten en de klaverenboer 2 strafpunten. In totaal zijn er dus 15 strafpunten te halen tijdens een ronde.
De voorhand komt uit met een willekeurige kaart. Men mag voor de eerste slag ook uitkomen met een harten, de schoppenvrouw of de klaverenboer. Ook mag men puntenkaarten vasthouden om bijvoorbeeld te verhoeden dat een tegenspeler alle punten haalt.
De speler die alle punten binnenhaalt (maar niet noodzakelijkerwijs alle slagen) mag kiezen of hijzelf 15 strafpunten aftrekt van zijn score, dan wel bij zijn tegenspelers ieder 15 strafpunten optelt bij hun scores.

### Einde van het spel
Nederlands hartenjagen bestaat uit twee delen.
1. Er wordt gespeeld totdat een van de spelers over het vooraf afgesproken puntenmaximum gaat. Ook geldt dat als een speler alle 15 punten verzameld heeft zijn tegenstanders 15 strafpunten krijgen en hijzelf niets.
2. Op het moment dat een van de spelers het aangegeven puntenmaximum heeft bereikt draait de puntentelling om. Vanaf dan worden alle punten die een speler haalt van zijn totaalscore afgetrokken. Als een speler nu alle 15 punten haalt in één ronde, dan mag hij zelf 15 punten van zijn totaalscore aftrekken (de punten gaan dus niet meer naar zijn tegenspelers). De speler die het eerst een totaalscore van precies nul heeft, heeft gewonnen.

#### Variant
Hartenjagen kan gespeeld worden met geld (of lucifers of fiches). In de eerste ronde zijn de punten strafpunten waarbij de speler voor iedere punt een lucifer (of €0,10 of een ander afgesproken bedrag per punt) in de pot legt. Aan het einde van de ronde liggen er dan 15 lucifers (of €1,50) in de pot. In de tweede ronde kan de speler voor iedere punt die hij haalt een lucifer (of €0,10) uit de pot halen. Door tactiek kan een speler meer uit de pot halen dan hij inlegt.

## Argentijns hartenjagen (afstraffen)
Dit spel (ook wel Argentijns afstraffen genoemd) is vergelijkbaar met Amerikaans hartenjagen. De spelwijze is hetzelfde, maar de puntentelling is anders:
- Schoppenvrouw: 13 punten
- Alle boeren: 5 punten per boer
- Alle harten: 1 punt per kaart

In totaal zijn er dus 45 punten te behalen.
Volgens veel spelers maakt het aantal 'afstrafkaarten' (1 vrouw plus 4 boeren) deze variant zo populair. Wanneer Argentijns hartenjagen is ontstaan is niet bekend, maar het werd al gespeeld in de jaren 90 in Brabant.
Overige regels:
- Na de deling worden drie kaarten doorgegeven aan een andere deelnemer. Eerst links, dan rechts daarna tegenover, dan weer links. Er wordt dus geen pot 'gehouden'. Verschillende strategieën zijn mogelijk, zoals een kleur wegspelen of juist de afstrafkaarten wegspelen.
- De klaverentwee komt uit. In de eerste slag mogen geen punten vallen, tenzij de klaverenboer sec zit.

## Achterhoeks hartenjagen
Hierbij doen dezelfde kaarten mee als bij het Nederlands hartenjagen en is de spelwijze hetzelfde, alleen is de puntentelling anders, namelijk de schoppenboer 8 strafpunten, ruitenvrouw 6 strafpunten en de klavervrouw 3 strafpunten. In totaal zijn er hierbij 25 punten te verdelen. Het bijzondere van deze variant is dat er ook strafpunten in mindering gebracht kunnen worden door middel van miezen. Dit houdt in dat een speler voor het begin van het spelen van de hand zegt dat hij geen strafpunten zal behalen. Indien de speler daadwerkelijk geen strafpunten behaalt worden 10 punten in mindering gebracht; als de speler wel strafpunten pakt (mies gaat nat) worden 10 strafpunten boven op het aantal behaalde punten toegevoegd. Men kan ook blind miezen: dit is hetzelfde als gewoon miezen, alleen zegt men nu voor het inzien van de kaarten al dat hij geen punten zal behalen. Als hij dit haalt worden 20 punten afgetrokken.

## Andere varianten

### Traditioneel hartenjagen
Bij traditioneel hartenjagen krijgen alle spelers een aantal fiches. Het uiteindelijke doel is dat een speler alle fiches weet te verzamelen. Voordat een ronde wordt gespeeld, leggen alle spelers een gelijk aantal fiches in. Er worden in deze variant geen kaarten doorgegeven aan het begin van de ronde. Als aan het eind van een ronde een speler geen harten heeft gekregen, mag diegene alle ingelegde fiches pakken. Indien er twee spelers zonder harten zijn, worden de fiches verdeeld over de twee. Als alle spelers harten hebben, of een speler alle harten heeft, dan blijven de fiches op tafel liggen.

### Split Pass
Een variant op “Black Lady” hartenjagen. Bij deze variant bestaat er nog een vierde manier van doorgeven. De eerste drie rondes geven de spelers drie kaarten aan de speler links, rechts of tegenover hen. In de vierde ronde kiezen alle spelers drie kaarten. Daarvan geven ze er een aan de speler rechts, een aan de speler links en een aan de speler tegenover. De vijfde ronde worden geen kaarten doorgegeven en vanaf de zesde ronde begint de cyclus opnieuw.

### Aldergrove Pass
In deze variant op “Black Lady” moeten spelers in de vierde ronde twee kaarten aan de speler links van hen geven, en twee kaarten aan de speler rechts van hen. In deze variant bestaan geen rondes waarin geen kaarten worden doorgegeven.

### Twentsch Tronk
Variant op Achterhoeks hartenjagen waarbij alle hartenkaarten 1 strafpunt tellen, de schoppenboer telt 8 strafpunten. Daarnaast is er de mogelijkheid om alle spelers 16 strafpunten te geven, behalve de speler welke alle slagen (in- of exclusief strafpunten in een slag) weet te bemachtigen, de zogenaamde doormars. Er wordt gespeeld tot aan een vooraf gesteld strafpuntenaantal, meestal 50, waarbij degene welke dit strafpuntenaantal overschrijdt de verliezer is. De speler met de minste punten mag op dat moment kiezen welke tegenprestatie er wordt geleverd. Deze variant wordt veelal gespeeld in kroegen om borrels.

### Hartenjagen voor drie spelers
Normaaldeze vorm van hartenjagen is gelijk aan Black Lady. Alleen wordt de 3♣ of de 2♦ verwijderd uit het spel zodat er 51 kaarten overblijven. Die kunnen worden verdeeld over drie spelers. Ook wordt er in deze variant niet doorgegeven aan de speler “tegenover”.
Kitty hartenjagende 52 kaarten worden verdeeld over de drie spelers, maar één kaart wordt met de afbeelding naar beneden midden op de tafel gelegd. Deze kaart heet de “Kitty”. Alle spelers krijgen 17 kaarten. De speler die de eerste slag wint (in sommige varianten “de eerste slag waarin strafpunten zijn gespeeld”) moet ook de Kitty pakken. Alleen die speler mag zien welke kaart de Kitty is. In deze variant is het niet altijd verplicht dat de speler met klaverentwee begint.
Hoog-Laag Joker hartenjagenin deze variant voor drie spelers worden er twee jokers toegevoegd aan het kaartspel zodat het totaal aantal kaarten op 54 komt. Iedere speler krijgt 18 kaarten. De jokers tellen hierin als harten en zijn dus ook 1 strafpunt waard. De eerste joker die wordt gespeeld is de “Hoge Joker” die in kaartwaarde meer waard is dan het Aas. De tweede joker die wordt gespeeld is de “Lage Joker” waarvan de kaartwaarde gelijk is aan 1. In deze variant is de schoppenvrouw 15 strafpunten, aangezien er ook 15 harten in het spel zijn.

### Hartenjagen voor vijf spelers
Normaalde 3♣ en 2♦ worden uit het spel verwijderd waardoor er 50 kaarten overblijven. Iedere speler krijgt 10 kaarten. De manier van doorgeven is: L1 – R1 – L2 – R2 – vasthouden. Hierin betekent L2 dat een speler kaarten moet doorgeven naar de tweede speler aan zijn linkerkant en R2 idem voor rechts.
Kitty hartenjagenhetzelfde als Kitty hartenjagen voor drie spelers, maar dan met twee Kitties. Of de speler die de eerste slag wint moet beide pakken, of de eerste twee spelers die een slag winnen moeten er elk een pakken.

### Hartenjagen voor zes of meer spelers
Bij meer dan vijf spelers wordt een variant gebruikt die “Cancellation Hearts” wordt genoemd. Hierin worden twee spellen door elkaar geschud, waardoor er 104 kaarten in omloop zijn en in totaal 52 strafpunten kunnen worden verdeeld. Echter: als in een slag twee identieke kaarten worden opgeworpen (zoals twee keer schoppenvrouw) heffen deze elkaar op. Dit opheffen houdt in dat ze beide een waarde van 1 krijgen en dus niet meer de hoogste van bijgelegde kaarten zijn. Ze houden daarbij wel hun strafpuntwaarde.
Als alle bijgelegde kaarten worden opgeheven door een andere kaart, en er dus geen hoogste kaart is, blijven de kaarten liggen en moet de speler die de slag was begonnen weer als eerste op tafel komen. Dit gaat door tot er een slag komt waarin wel een duidelijke winnaar is. Die moet dan alle kaarten van die slag, en de vorige onbesliste slagen pakken. Als de laatste slag van een ronde in gelijkspel eindigt tellen die kaarten niet mee voor de eindscore.
Naarmate er meer spelers zijn moeten er meer spellen worden gemengd en de doorgeefrondes aangepast. Als de kaarten niet gelijk kunnen worden verdeeld onder de spelers, wordt het “Kitty”-systeem van hartenjagen voor drie en vijf spelers toegepast. Indien er met drie spellen wordt gespeeld (voor een potje hartenjagen met 11 of 12 spelers) bestaat er de kans dat drie dezelfde kaarten worden bijgelegd. Als dat gebeurt, heffen de eerste twee elkaar op, maar houdt de derde zijn waarde.

### Chinees hartenjagen
In deze variant heeft ook de schoppentien een rol. Het aantal strafpunten van de speler die schoppentien krijgt wordt verdubbeld. Als de speler die schoppentien krijgt geen strafpunten heeft mag hij/zij vijf punten van zijn/haar score aftrekken. De schoppentien heeft alleen invloed op de speler die ermee blijft zitten.

### Extreem hartenjagen
Extreem hartenjagen (Extreme Hearts) is een variant voor acht spelers. Twee spellen worden door elkaar geschud en verdeeld over de spelers (met 13 kaarten per speler). Aangezien de kans bestaat dat er twee spelers zijn met 2♣ moet de speler met 2♣ die het dichtst bij de speler die de kaarten heeft verdeeld zit beginnen. Als twee dezelfde kaarten worden gespeeld is de eerste altijd meer waard dan de tweede.

### Black Maria
Dit is de Britse variant op Black Lady-hartenjagen. De versie verschilt als volgt van de Amerikaanse versie:
- Er wordt altijd doorgegeven aan de persoon rechts.
- Op de eerste ronde na mogen harten op elk moment worden gespeeld.
- De schoppenvrouw is 15 punten, hartenaas 5, hartenheer 4, hartenvrouw 3, hartenboer 2 en alle andere harten 1 punt.

### Royal Hearts
Een spel gemaakt door de Parker Brothers. De Q♠ is 26 punten waard in plaats van 13 punten. De Q♥ verdubbelt de waarde van het aantal harten van de desbetreffende speler. De speler die Q♦ krijgt, mag 10 punten van zijn score aftrekken. De Q♣ trekt de strafpunten van de Q♠ af, mits de speler de Q♠ heeft, anders doet de Q♣ niks.

## Valsspelen
Er zijn niet veel manieren waarin bij hartenjagen kan worden valsgespeeld. Er bestaan twee veel voorkomende manieren. De eerste is dat een speler eerst de ontvangen kaarten van een tegenstander bekijkt alvorens zelf kaarten door te geven.
De makkelijkste manier van valsspelen is verzaken. Voorbeeld: een speler heeft alleen nog schoppenvrouw vast en zijn drie medespelers hebben elk een lage schoppen opgegooid. Dan is het verleidelijk om te doen alsof je geen schoppen hebt en een andere kaart bij te gooien. Deze manier van valsspelen wordt gezien als een zware misdaad en indien het wordt ontdekt wordt de speler in kwestie over het algemeen direct gediskwalificeerd.
Bij verzaken krijgt men 15 punten erbij en de andere spelers 0 punten, waarna er opnieuw geschud en gedeeld wordt.
Een andere manier om vals te spelen is ongezien een slechte kaart uit de hand om te wisselen voor een betere kaart uit een behaalde slag.
Elektronische versies van het spel, zoals het Windows-hartenjagen, zijn beveiligd tegen valsspelen en staan niet toe dat een speler een kaart van een andere kleur speelt als hij wel degelijk nog een kaart van de gevraagde kleur heeft.